# 田口一
田口一（日語：田口一，1975年—）是日本輕小說作家。出生於愛知縣名古屋市，住在東京都。於2007年，以《魔女的紅線》獲得第三屆MF文庫J輕小說新人獎佳作。當時31歲。

## 作品

### MF文庫J
- 魔女的紅線 - 東立出版社代理發行
- 黑姬柚葉 - 東立出版社代理發行
- 三流木萌花是名編輯！ - 中文版未代理發行，非官方譯名
- 其中1個是妹妹！ - 東立出版社、天聞角川代理發行，電視動畫化
- Classroom☆Crisis - 中文版未代理發行
- 生意気なお嬢様を従順にする方法 - 中文版未代理發行

### 電擊文庫
- 僕を振った教え子が、1週間ごとにデレてくるラブコメ - 中文版未代理發行

## 備註
1. ↑  （页面存档备份，存于） （页面存档备份，存于） （页面存档备份，存于）  （页面存档备份，存于） （日語）